# Heteropiidae
Heteropiidae là một họ bọt biển bộ Leucosolenida trong lớp Calcarea. Trong một bài báo năm 2012, Oliver Voigt, Eilika Wülfing và Gert Wörheide (2012) xác nhận rằng họ Heteropiidae không phải là đơn ngành.